# Premio Lieben
Il Premio Ignaz Lieben è un premio annuale austriaco per giovani scienziati che lavorano nel settore della Biologia molecolare, della Chimica o della Fisica.

## Descrizione
Il premio Ignaz Lieben (più semplicemente "Premio Lieben") è stato definito il Premio Nobel austriaco.
Il suo scopo è simile, ma più vecchio rispetto al Premio Nobel.
Il mercante austriaco Ignaz L. Lieben, la cui famiglia sosteneva molte attività filantropiche, aveva stabilito nel suo testamento che 6 000 fiorini dovessero essere usati "per il bene comune”.
Nel 1863 questo denaro fu affidato all'Accademia imperiale austriaca di Scienze e fu così istituito il Premio Ignaz L. Lieben.
Ogni tre anni, la somma di 900 fiorini doveva essere assegnata a uno scienziato austriaco operante nel campo della Chimica, della Fisica o della Fisiologia.
Questa somma corrispondeva a circa il 40% del reddito annuale di un professore universitario.
Dal 1900 in poi, il premio fu assegnato su base annuale.
Esso fu raddoppiato dalla famiglia Lieben.
Quando il premio aveva perso il suo valore per effetto dell'inflazione conseguente alla fine della prima guerra mondiale, la famiglia trasferì, su base annua, la somma necessaria all'Accademia di Scienze austriaca.
Ma, per il fatto che la famiglia Lieben fu perseguitata dai Nazional Socialisti, l'assegnazione del premio fu interrotta nel 1938, dopo l'Anschluss tedesco dell'Austria.
Per il sessantesimo anniversario di regno dell'imperatore Francesco Giuseppe, nel 1909, fu istituito anche il premio Richard Lieben per la Matematica. Questo premio fu assegnato su base triennale dal 1912 al 1921. Fu assegnato un'ultima volta anche nel 1928 per importanti ricerche nel campo della Matematica pura ed applicata.
Nel 2004 il premio Lieben fu nuovamente istituito grazie al supporto di Isabel Bader e Alfred Bader (questi riuscì a fuggire dall'Austria in Gran Bretagna appena quattordicenne nel 1938). Ora, il premio ammonta a 36 000 USD. Ogni anno si premiano giovani scienziati che lavorano in Austria, Bosnia-Erzegovina, Croazia, Repubblica Ceca, Ungheria, Slovacchia o Slovenia (cioè, in uno dei paesi che al principio del XX secolo appartenevano all'Impero austro-ungarico) nei settori della Biologia molecolare, della Chimica o della Fisica.

## Lista dei premiati

### Nuova edizione del premio Lieben
- 2016 Illés Farkas (fisica statistica e biologica)[2]
- 2015 Francesca Ferlaino (fisica quantistica)
- 2014 Jana Roithová (chimica fisico-organica degli ioni)
- 2013 Barbara Kraus (entanglement quantistico)
- 2012 Michael Sixt (morfodinamica delle cellule immunitarie)
- 2011 Mihály Kovács (proteine motore del muscolo)
- 2010 Robert Kralovics (ricerca sulla leucemia)
- 2009 Frank Verstraete (teoria dell'ottica quantistica e dell'informatica quantistica)
- 2008 Csaba Pál (analisi del sistema metabolico)
- 2007 Markus Aspelmeyer (ottica quantistica sperimentale e informatica quantistica)
- 2006 Andrius Baltuska (impulsi di luce UV)
- 2005 Ronald Micura (chimica dell'RNA)
- 2004 Zoltan Nusser (reazioni evocate sinaptiche)

### Premio Ignaz Lieben
- 1937 Marietta Blau e Hertha Wambacher
- 1936 Franz Lippay e Richard Rössler
- 1935 Armin Dadieu
- 1934 Eduard Haschek
- 1933 Ferdinand Scheminzky
- 1932 Georg Koller
- 1931 Karl Höfler
- 1930 Wolf Johannes Müller
- 1929 Karl Przibram
- 1928 premio non assegnato
- 1927 Otto Porsch e Gustav Klein
- 1926 Adolf Franke
- 1925 Lise Meitner
- 1924 Otto Loewi e Ernst Peter Pick
- 1923 Otto von Fürth
- 1922 Karl Wilhelm Friedrich Kohlrausch
- 1921 Karl von Frisch
- 1920 Ernst Späth
- 1919 Victor Franz Hess
- 1918 Eugen Steinach
- 1917 Wilhelm Schlenk
- 1916 Friedrich Adolf Paneth
- 1915 Wilhelm Trendelenburg
- 1914 Fritz Pregl
- 1913 Stefan Meyer
- 1912 Oswald Richter
- 1911 Friedrich Emich
- 1910 Felix Ehrenhaft
- 1909 Eugen Steinach
- 1908 Paul Friedländer
- 1907 Hans Benndorf
- 1906 Arnold Durig
- 1905 Rudolf Wegscheider e Hans Leopold Meyer
- 1904 Franz Schwab
- 1903 Josef Schaffer
- 1902 Josef Herzig
- 1901 Josef Liznar
- 1900 Theodor Beer e Oskar Zoth
- 1898 Konrad Natterer
- 1895 Josef Maria Eder e Eduard Valenta
- 1892 Guido Goldschmiedt
- 1889 Sigmund Ritter Exner von Ewarten
- 1886 Zdenko Hans Skraup
- 1883 Victor Ritter Ebner von Rofenstein
- 1880 Hugo Weidel
- 1877 Sigmund Ritter Exner von Ewarten
- 1874 Eduard Linnemann
- 1871 Leander Ditscheiner
- 1868 Eduard Linnemann e Carl von Than
- 1865 Josef Stefan

### Premio Richard Lieben
- 1928 Karl Menger
- 1921 Hans Hahn e Johann Radon
- 1918 Wilhelm Gross
- 1915 Gustav Herglotz
- 1912 Josip Plemelj